# Graphium irradians
Graphium irradians är en lavart som beskrevs av Petr. 1950. Graphium irradians ingår i släktet Graphium och familjen Microascaceae.   Inga underarter finns listade i Catalogue of Life.